# 石灰阱

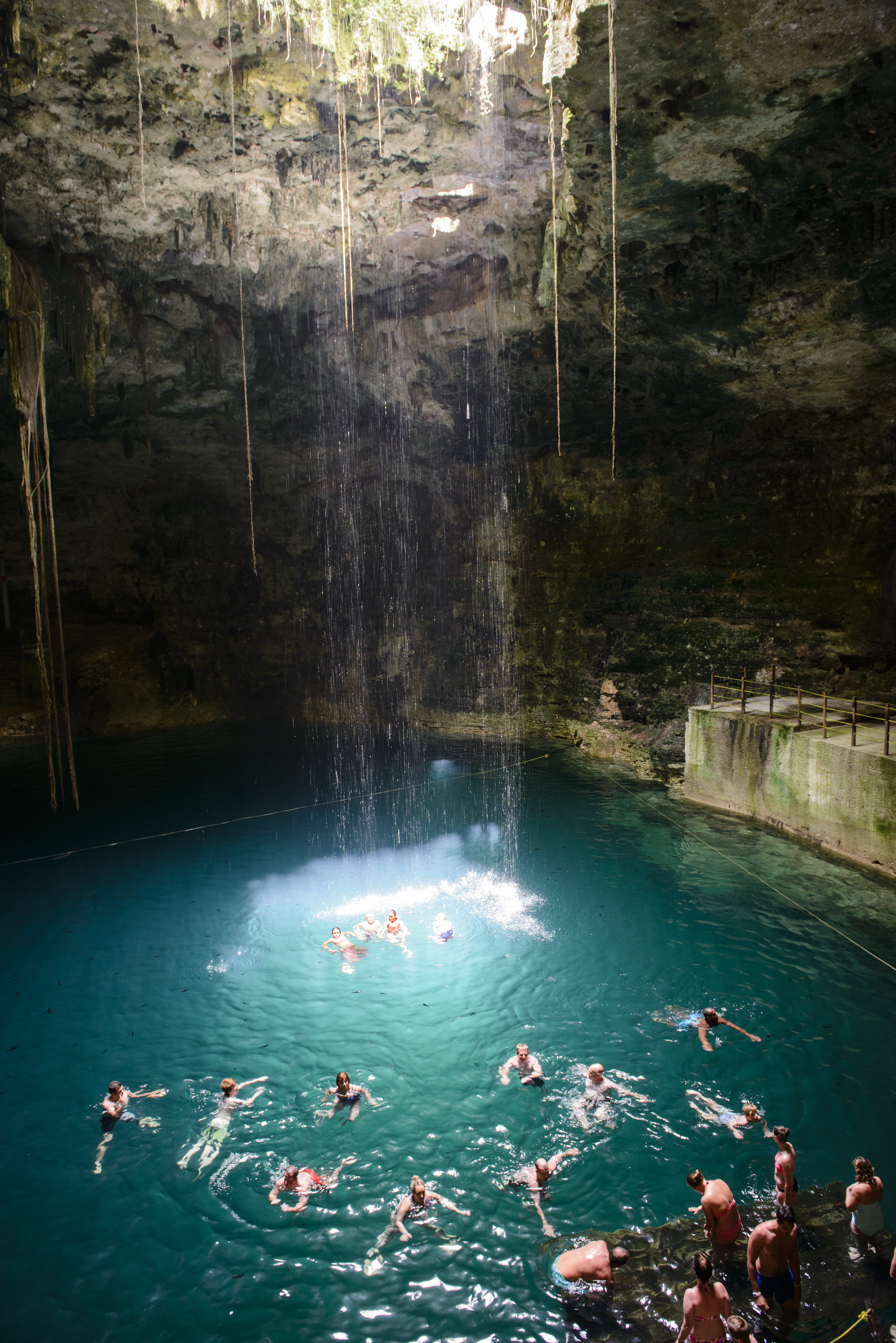
位於尤卡坦的石灰阱

石灰阱（英語：Cenote）也稱為岩洞井、石灰岩洞、岩洞陷落井、天然井，是指石灰岩基岩因地下水的侵蝕坍塌後形成的天坑。 有許多洞穴探險以及洞潜愛好者來到墨西哥的尤卡坦半島上的石灰阱一探究竟。